# Lara Lepschi
Lara Sophie Lepschi (* 29. Januar 2001 in Merseburg) ist eine deutsche Handballspielerin, die für den deutschen Bundesligisten HSG Blomberg-Lippe aufläuft.

## Karriere
Lepschi begann mit dem Handballspielen bei der SV Union Halle-Neustadt. In der zweiten Mannschaft konnte sie Erfahrungen in der Oberliga und der 3. Liga sammeln. Im Januar 2020 erhielt sie, aufgrund einer Verletzung von Anica Gudelj, ihren ersten Profivertrag für die 1. Bundesliga. In der Saison 2020/21 wurde ihr Vertrag vorzeitig bis 2023 verlängert. 2024 stieg sie mit Halle-Neustadt in die 2. Bundesliga ab. Im Sommer 2025 schloss sie sich dem Bundesligisten HSG Blomberg-Lippe an.